# Coupling Worst
Albums de Mucc
Kyutai
(2009) Karma
(2009)
Coupling Worst (カップリング・ワースト) (stylisé COUPLING WORST) est une compilation du groupe de rock japonais Mucc sortie le 19 août 2009 au Japon, contenant des raretés et plusieurs faces B. Elle suit la compilation Coupling Best sortie le 12 août.

## Liste des titres
| No  | Titre                                                                                   | Durée |
| --- | --------------------------------------------------------------------------------------- | ----- |
| 1.  | Kataribe no Uta (語り部の詩)                                                            |       |
| 2.  | Shisei, Mei Ari (死生、命あり)                                                          |       |
| 3.  | Tsuki no Sakyuu (月の砂丘)                                                              |       |
| 4.  | Nukegara (ぬけがら)                                                                     |       |
| 5.  | Mushi (夢死)                                                                            |       |
| 6.  | Hakanakutomo (儚くとも)                                                                 |       |
| 7.  | Shougyou Shisoukyoujidai Koushikyoku (70’s Version) (商業思想狂時代考偲曲 70’s VERSION) |       |
| 8.  | Suisou (水槽)                                                                           |       |
| 9.  | Kimi ni Sachi Are (君に幸あれ)                                                          |       |
| 10. | Samidare (五月雨)                                                                       |       |
| 11. | Uso de Yugamu Shinzou (嘘で歪む心臓)                                                    |       |
| 12. | Suna no Shiro (砂の城)                                                                  |       |
| 13. | Kokuen (黒煙)                                                                           |       |
| 14. | Hai (廃)                                                                                |       |
| 15. | Yakeato (焼け跡)                                                                        |       |